# ExoMars
ExoMars je robotska svemirska misija koja uključuje nekoliko Marsovih rovera. Program je pod europskim vodstvom koji obuhvaća više letjelica, a trenutno ga razvijaju Europska svemirska agencija (ESA) i NASA. Bilo je predviđeno poslati letjelice u misiju 2016. i 2018. godine. Osnovna znanstvena misija tog programa bit će potraga za biomarkerima na Marsu, bilo onima iz prošlosti ili iz sadašnjosti. Dva rovera s dvometarskom bušilicom koristit će se za prikupljanje podataka s raznih dubina Marsove površine, gdje bi se mogla naći tekuća voda i gdje bi mikroorganizmi mogli preživjeti djelovanje kozmičkih zraka. Za istraživanje Marsa i života na njemu autonomnih vozila se služe računalnim vidom, tj. ESA-in ExoMars Rover. 
14. rujna 2016. u svemir je lansirana prva rusko-europska svemirska letjelica i sonda ExoMars Trace Gas Orbiter s ciljem proučavanja Marsa.
Druga misija iz programa ExoMarsa trebala je tragati za znacima života na dubini od dva metra od Marsove površine. Trebala je spustiti rover Rosalind Franklin na lokaciju Oxia Planum na Mars negdje koncem veljače 2021. godine nakon čega bi rover tragao za znacima života na Marsu. Bilo je planirano da se ruskom raketom Proton s kozmodroma u Bajkonuru lansira na Mars srpnja 2020. paket od ruske površinske platforme i europskog rovera. No tijekom završnih mjeseci priprema inženjeri su bili mišljenja da robotsko vozilo nije dovoljno tehnički spremno za uspješno obaviti misiju. Uz to je izbila pandemija koronavirusa. Stoga su Roskosmos i Europska svemirska agencija odlučili 12. ožujka 2020. odgoditi lansiranje druge misije ExoMars za 2022. godinu.